# Перейма
Пере́йма — село у складі Балтської міської громади у Подільському районі, Одеська область.
Розташоване за 18 км від центру громади — міста Балта. На півдні межує з селом Лісничівка, на сході з селом Чернече та на заході з селом Саражинка.

## Історія
За адміністративним поділом село з XVI століття відносилось до Брацлавського воєводства; з XIX сторіччя — до Балтського повіту; в XX сторіччі — до Балтського району.
У XIX столітті в селі був заїжджий двір, у якому зупинявся Олександр Пушкін під час поїздки у заслання до Одеси.
7 (20) листопада 1917 року, відповідно до Третього Універсалу Української Центральної Ради, увійшло до складу Української Народної Республіки.
У 1918—1919 роках значна частина сільської молоді симпатизувала Директорії УНР на чолі з Симоном Петлюрою. В Переймі діяв антибільшовицький повстанський загін. Також мешканці села входили до повстанських загонів Семена Заболотного.
Під час організованого радянською владою Голодомору 1932—1933 років померло щонайменше 163 жителі села.
12 червня 2020 року, відповідно до Розпорядження Кабінету Міністрів України від № 724-р «Про визначення адміністративних центрів та затвердження територій територіальних громад Одеської області», увійшло до складу Балтської міської територіальної громади.
19 липня 2020 року, в результаті адміністративно-територіальної реформи і ліквідації Балтського району, село увійшло до складу новоутвореного Подільського району.

## Населення
Згідно з переписом 1989 року населення села становило 1022 особи, з яких 394 чоловіки та 628 жінок.
За переписом населення 2001 року в селі мешкали 784 особи.

### Мова
Розподіл населення за рідною мовою за даними перепису 2001 року:
| Мова       | Відсоток |
| ---------- | -------- |
| українська | 94,13 %  |
| російська  | 3,19 %   |
| румунська  | 2,3 %    |
| білоруська | 0,13 %   |
| болгарська | 0,13 %   |

## Визначні пам'ятки
Поблизу Перейми виявлені поселення трипільської культури (III тисячоліття до н.е) і епохи бронзи (II тисячоліття до н.е).
Церква Успіння — храм засновано у 1780 році, триверха. З 1901 року не використовувалась через ветхість. Нова дерев'яна церква Успіння збудована в 1898 року — разом з дзвіницею. Храм не зберігся.